# Antena
Antena (lat. antenna: jedreni križ), u elektrotehnici, je aktivni ili pasivni elektromagnetski uređaj ili dio koji u sklopu s nekim elektroničkim uređajima (na primjer radijskim ili radarskim odašiljačima i prijamnicima) pretvara elektromagnetsku energiju, vezanu uz vodove ili valovode, u prostorni elektromagnetski val ili obratno. To se djelotvorno postiže samo u određenome frekvencijskom području za koje je antena namijenjena, pa se s tim u vezi antene mogu podijeliti na rezonantne ili uskopojasne i aperiodske ili širokopojasne. Oblik i izvedba antene ovisi o energiji kojom se pobuđuje, a osobito o valnoj duljini za koju je projektirana. Odašiljačka antena pretvara jednodimenzionalni val iz prijenosne strukture (koaksijalne linije ili valovoda) u trodimenzionalni prostorni val, usmjeravajući pri tome energiju u željenom smjeru. Prijemna antena prima elektromagnetsku energiju ovisno o jačini polja koje dolazi do antene. 

## Parametri antena
- Polarizacija - opisuje krivulju vektora električnog polja kojeg antena zrači, odnosno prima. Antena ne može primati ortogonalnu polarizaciju. Za istovjetne polarizacije vala i prijemne antene postiže se maksimalni prijenos energije.
- Dijagram zračenja - opisuje raspodjelu gustoće snage na površini kugle (u dalekoj zoni), odnosno smjerove glavnih i sekundarnih latica.
- Kut usmjerenosti - kut oko glavnog smjera zračenja unutar kojeg zračena snaga ne pada ispod polovice snage zračenja u glavnom smjeru.
- Širina snopa - kut koji omeđuje glavnu laticu (kut između prvih nul-točaka u dijagramu zračenja).
- Usmjerenost - opisuje kolika je količina energije usmjerena unutar nekog kuta u smjeru najjačeg zračenja u odnosu na sve druge smjerove.
- Dobitak - govori koliko više snage treba izračiti iz izotropnog radijatora da bi na istoj udaljenosti postigli jednaku gustoću snage kao kod promatrane antene.
- Potiskivanje sekundarnih latica - omjer jakosti polja u smjeru maksimalnog zračenja i jakosti polja u smjeru maksimuma najveće sekundarne latice.
- Impedancija - omjer napona i struje na priključnicama antene. Ako se antena nalazi u slobodnom prostoru daleko od bliskih objekata, radi se o vlastitoj impedanciji antene.

## Vrste antena
Pasivne antene su napravljene od recipročnih elemenata i mogu se koristiti i kao prijemne i kao odašiljačke. Aktivne antene (pametne, adaptivne antene) sadrže elektroničke elemente koje im omogućuju da mijenjaju dijagram zračenja, smjer snopa, i tako dalje. Linearne antene su najčešće žičane, zanemarivog presjeka pa ih promatramo kao jednodimenzionalne. Koriste se u nižem frekvencijskom području (ugrubo, ispod 1 GHz). Površinske antene zrače svojom površinom, promatramo ih kao dvodimenzionalne i koriste se u mikrovalnom frekvencijskom području (ugrubo, iznad 1 GHz). Uskopojasne antene su rezonatne, s malom širinom frekvencijskog područja koje pokrivaju (do 10% frekvencijske nosioca). Širokopojasne antene pokrivaju široko frekvencijsko područje te su stoga najčešće prijemne. 

### Dugovalne odašiljačke antene
Dugovalne odašiljačke antene, a od dugih je prema kraćim valnim duljinama i tekao povijesni razvoj radiotehnike, pa prema tome i razvoj antena, sustav su vodoravnih vodiča, izolirano postavljenih na stupovima. Srednjovalne antene razapeti su izolirani vodiči ili okomiti rešetkasti stupovi. Dugovalne i srednjovalne antene zrače površinski i prostorni val, što u udaljenim područjima uzrokuje nestajanje prijama (nazvano feding, prema engl. fading), jer se prostorni val nakon refleksije od ionosfere, dolazeći u protufazi, poništava s površinskim valom. Zato su antene za minimalno zračenje prostornoga vala nazvane antifading-antene.

### Kratkovalne antene
Kratkovalne antene zrače uglavnom samo prostorni val i služe za odašiljanje u određenome smjeru i za određeno područje (na primjer za međukontinentalne komunikacije). U tu se svrhu primjenjuju usmjerene antene. Njihovo se djelovanje temelji na upotrebi aktivnoga zračila i nekoliko pasivnih dijelova kojima se zračenje u željenome smjeru zbraja, a u neželjenome poništava. Takvi su sustavi sastavljeni od niza vertikalnih antena, ili su to rombične antene ili dipolne antene s reflektorom.

### Električni dipol
Električni dipol je antena sastavljena od dvaju linearnih vodiča postavljena protusmjerno, s napajanjem u sredini.

### Ultrakratkovalne antene
Ultrakratkovalne antene, kojima se odašilju elektromagnetski valovi za prijenos televizijskih programa i frekvencijski moduliranih tonskih programa (UKV), većinom su s vodoravnim usmjerenjem, jer je domet elektromagnetskih valova tih valnih duljina samo nešto veći od optičke vidljivosti, pa odašiljanje u širokom okomitom kutu nema smisla. To su ili okomiti nizovi križnih dipola za vodoravno kružno odašiljanje ili dipoli s reflektorima, također u okomitome nizu, s mogućnošću davanja prednosti pojedinim vodoravnim smjerovima. Mogu se primijeniti i magnetski dipoli i helikoidne antene. Prijamne su antene uglavnom savijeni dipoli s reflektorom i nekoliko direktora (Yagi-Udine antene). Reflektori i direktori pasivni su vodiči pobuđeni zračenjem iz dipola, koji je u tom smislu aktivni dio, to jest dio koji se pobuđuje energijom iz odašiljača kad antena služi za odašiljanje.

### Mikrovalne antene
Mikrovalne antene, uglavnom za centimetarske i kraće valove, vrlo su često otvorne antene. To su, na primjer, otvoreni kraj valovoda, ljevkaste antene i antene s prorezima. Radi boljeg usmjeravanja zračenja dodaje se takvim antenama, a i drugima, reflektor (reflektorske antene). Reflektor se izrađuje od lima ili metalne mreže ravnoga, kutnoga ili paraboličnoga oblika (kao isječak paraboloida ili paraboličnog valjka). Takve se antene primjenjuju u prvome redu u telekomunikacijskim sustavima za usmjerene veze. Radari imaju rotirajuće reflektorske antene. Antene za satelitske komunikacije, obično u frekvencijskom području 3,4 do 4,2 GHz i 10,7 do 12,7 GHz, većinom su s paraboličnim reflektorima, kojima je u žarištu antensko zračilo, takozvani iluminator. Odašiljačke antene toga tipa vrlo dobro usmjeravaju odaslani mikrovalni snop. U prijamnim antenama primljeni se snop skuplja u žarištu, u kojem se nalazi zračilo koje služi kao prijamni element. Iz njega se valovodom vodi val u niskošumni pretvarač, koji ga pojačava i prevodi u niže frekvencijsko područje, te dalje u prijamnik. Promjeri paraboličnih reflektora ili antena ovise o namjeni, a mogu biti od 0,3 metra do više od 30 metara.

### Plošne antene
U novije se doba primjenjuju i niskoprofilne plošne antene, koje se proizvode nanošenjem metala na tanke plastične, keramičke ili poluvodičke podloge. Vrlo su male mase, obujma i visine. Osobito su pogodne za primjenu u pokretnim komunikacijama, jer se vrlo jednostavno uklapaju u oplatu zrakoplova, drugih letjelica, motornih vozila i slično, a da pritom ne smanjuju aerodinamičnost. Osim toga, pogodne su za serijsku proizvodnju uobičajenim fotolitografskim postupkom za tiskane vodove.

### Aktivne antene
U pokretnim komunikacijama i radarskim sustavima rabe se i takozvane odašiljačke i prijamne aktivne antene koje, uz dodatak elektroničkoga sklopovlja za upravljanje, mogu automatski mijenjati polarizaciju i smjer glavnoga zračenja, a potiskivati zračenje iz smjera smetajućih signala. To radiokomunikacijskim sustavima daje veliku prilagodljivost (fleksibilnost) i omogućuje višestruko iskorištavanje frekvencijskoga spektra i smanjenje izračene snage.

## Otvoreni električni titrajni krug
Kod zatvorenog titrajnog kruga skoro je sva energija sakupljena u dielektriku kondenzatora, a magnetska u zavojnici. Udaljuju li se ploče kondenzatora jedna od druge, električne silnice će se produljivati i rasipati. Kada se ploče sasvim udalje, a zavojnica rastegne, zatvoreni titrajni krug poprimit će oblik ispruženog električnog vodiča s pločama kondenzatora na krajevima. Takav ispruženi vodič zove se otvoreni oscilatorni krug. 
On ne mora imati na krajevima ploče kondenzatora, već je kapacitet i induktivitet raspoređen uzduž samoga vodiča, a u sredini se napaja iz nekog izvora visoke frekvencije, na primjer preko induktora i iskrišta. Donju žicu možemo čak ispustiti i zamijeniti dobro vodljivom zemljom. U tom se slučaju može električno polje utvrditi i na većim daljinama od oscilatornog kruga, pa kažemo da dolazi do isijavanja ili emisije elektromagnetske energije. Ovakva žica, okomito ispružena, zove se antena.